# Charles Goodell
Charles Ellsworth Goodell, född 16 mars 1926 i Jamestown, New York, död 21 januari 1987 i Washington DC, var en amerikansk republikansk politiker.

## Uppväxt
Charles Goodell deltog både i andra världskriget och i Koreakriget. Han avlade sin grundexamen vid Williams College, juristexamen vid Yale Law School och påbyggnadsexamen vid Yale University Graduate School of Government.

## Politisk karriär
Kongressledamoten Daniel A. Reed avled 1959 och Goodell valdes då till USA:s representanthus i ett fyllnadsval. Han var ledamot av representanthuset från New York 1959–1968.
Senator Robert Kennedy mördades 1968 och guvernör Nelson Rockefeller utnämnde Goodell till USA:s senat. Goodell uppfattades under sin tid i senaten 1968–1971 som en liberal republikan, trots att han hade varit relativt konservativ under tiden i representanthuset. De mera konservativa republikanerna i New York ville inte stödja guvernör Rockefellers liberala linje i 1970 års kongressval och ställde sig bakom James L. Buckley som kandiderade för New York Conservative Party. Goodell, som var den officiella republikanska kandidaten, blev bara trea i det årets kongressval, efter Buckley och demokraten Richard Ottinger.

## Privat
Goodell är far till Roger Goodell, som är kommissarie för National Football League (NFL).